# Michèle Lionnet
Pour les articles homonymes, voir Lionnet.
Michèle Lionnet, née le 7 février 1961, est une judokate française. Elle est actuellement référente Kata de France et professeure au club AJES Saint-Chéron/Étréchy (91)

## Carrière
Michèle Lionnet est sacrée championne de France de judo des moins de 66 kg en 1985 et en 1987.
Elle est médaillée de bronze des moins de 66 kg aux Championnats d'Europe de judo 1987.
Elle remporte également la médaille d'or aux Championnats d'Europe par équipes de judo en 1986 et la médaille de bronze en 1988. 